# Гамарник, Ян Борисович
Ян Бори́сович Гама́рник (партийная кличка — товарищ Ян, при рождении — Яков Цудикович Гамарник, 2 [14] июня 1894, Житомир — 31 мая 1937, Москва) — советский военачальник, государственный и партийный деятель, армейский комиссар 1-го ранга. Застрелился накануне возможного ареста по «делу Тухачевского».
Реабилитирован КПК при ЦК КПСС в партийном отношении 7 октября 1955 года.

## Ранние годы
Родился в Житомире 2 (14) июня 1894 года в семье мещанина Цудика Мошковича Гамарника и его жены Иты-Леи Мошковны.
Учился в Одесской мужской гимназии А. П. Ровнякова, с 15 лет подрабатывал репетиторством. В 17 лет заинтересовался марксизмом.
В 1913 году, окончив гимназию с серебряной медалью, переехал в Малин Киевской губернии и стал репетитором. В 1914 году поступил в Петербургский психоневрологический институт, но, не увлёкшись врачебной деятельностью, в 1915 году перевёлся на юридический факультет Киевского университета. Познакомившись с руководителями большевистского подполья на Украине Н. А. Скрипником и С. В. Косиором, оказавшими на него большое влияние, Гамарник в 1916 году стал членом РСДРП(б). Вёл пропаганду на киевском заводе «Арсенал».

## Партийная карьера
После Февральской революции 1917 года Гамарник возглавлял Киевский комитет РСДРП(б).
После Октябрьской революции в Петрограде был арестован властями вместе с руководителями киевских большевиков. Был освобождён вооружённым восстанием 31 октября 1917 года.
В январе 1918 года был избран членом Киевского ревкома по руководству восстанием рабочих, затем — на подпольной партийной работе на Украине. Летом 1918 года приехал в Москву, познакомился с В. И. Лениным и был избран в состав ЦК КП(б)У. Участвовал в подавлении мятежа левых эсеров. В 1918 году заместитель председателя Киевского Совета.
С мая 1919 года председатель Одесского губкома партии.
В августе 1919 года Гамарник был назначен членом РВС Южной группы войск 12-й армии. С февраля 1920 года, — по другим данным — в апреле, — после разгрома деникинцев Гамарник был председателем Киевского губкома партии, с 18 октября 1920 года становится председателем Киевского губернского революционного комитета, а с 25 апреля 1921 года — председателем Киевского губисполкома.
С июля 1923 года — председатель Приморского губисполкома, в июне 1924 года — председатель Дальревкома, а с марта 1926 года — Дальневосточного крайисполкома.
В 1927—1928 годах первый секретарь Дальневосточного крайкома партии. Много занимался промышленным развитием Дальнего Востока, при его участии разрабатывался и осуществлялся 10-летний план (1926—1935) подъёма экономики края.
С февраля 1928 по октябрь 1929 года — первый секретарь ЦК КП(б) Беларуси. Поддерживал политику коллективизации.

## В РККА

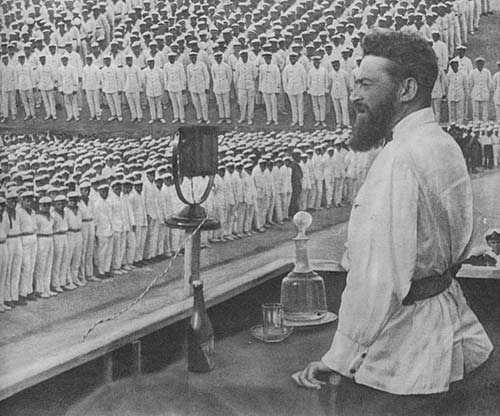
Я. Б. Гамарник принимает парад моряков
(фотомонтаж), 1933 г.

В 1929—1937 годах Я. Б. Гамарник занимал должность начальника Политуправления РККА, а также одновременно был ответственным редактором газеты «Красная звезда». Через Гамарника осуществлялась связь между руководством Наркомата обороны и органами государственной безопасности.

На ноябрьском Пленуме ЦК 1929 года Гамарник поддержал Сталина в разгроме «правой оппозиции»:
 «Мы не можем терпеть, чтобы в рядах нашего Политбюро находились люди, которые мешают нашей борьбе, которые путаются между ног, которые объективно защищают классового врага».
 Речь шла о Н. И. Бухарине, А. И. Рыкове, М. П. Томском.
В 1930—1934 годах первый заместитель наркома по военным и морским делам СССР Ворошилова и заместитель председателя Реввоенсовета СССР. Оказывал всемерное содействие Тухачевскому в осуществлении технической реконструкции Красной армии и сыграл большую роль в повышении боеготовности РККА.
26 января—10 февраля 1934 года делегат XVII съезда ВКП(б) с решающим голосом.
В 1934—1937 годах — первый заместитель наркома обороны СССР. Выступил в защиту Тухачевского, заявив Сталину, что в его отношении совершена ошибка.
Гамарнику первому в Красной армии 20 ноября 1935 года было присвоено воинское звание военно-политического состава армейского комиссара 1-го ранга, соответствующее званию командарма 1-го ранга.
13 марта 1937 года назначен уполномоченным Наркомата обороны СССР при Совнаркоме РСФСР.
Делегат 10—17-го съездов партии. Кандидат в члены ЦК ВКП (б) (1925—1927), член ЦК ВКП (б) (1927—1937). Член Оргбюро ЦК ВКП(б) (1929—1937). Член ВЦИК и ЦИК СССР.

## Самоубийство
20 мая 1937 года Гамарника сняли с поста начальника Политуправления РККА и понизили до должности члена Военного совета Среднеазиатского военного округа.
30 мая 1937 года Политбюро ЦК ВКП (б) приняло решение: «Отстранить тт. Гамарника и Аронштама от работы в Наркомате обороны и исключить из состава Военного Совета, как работников, находившихся в тесной групповой связи с Якиром, исключённым ныне из партии за участие в военно-фашистском заговоре».
31 мая нарком обороны К. Е. Ворошилов приказал начальнику Управления по начальствующему составу РККА А. С. Булину и управляющему делами Наркомата обороны И. В. Смородинову сообщить Гамарнику, находившемуся у себя на квартире в связи с болезнью (диабет), о решениях Политбюро. Они также объявили Гамарнику приказ народного комиссара обороны об увольнении его из рядов РККА. Сразу же после их ухода Гамарник застрелился накануне неизбежного ареста.
1 июня газета «Правда» и другие советские издания опубликовали короткое сообщение: «Бывший член ЦК ВКП(б) Я. Б. Гамарник, запутавшись в своих связях с антисоветскими элементами и, видимо, боясь разоблачения, 31 мая покончил жизнь самоубийством». Его имя упоминалось в приговоре по делу Тухачевского от 11 июня 1937 года.
После смерти Гамарник был объявлен «врагом народа», было установлено его участие «в антигосударственных связях с руководящими военными кругами одного из иностранных государств», шпионаже и ведении вредительской работы.
Показания на Гамарника дали многие из фигурантов дела Тухачевского. Иона Якир, первоначально указывавший, что Гамарник только сочувствовал военному заговору, в существовании которого признавались арестованные военачальники, затем изменил свои показания и заявил, что с 1936 года информировал Гамарника о «вредительской работе», проводившейся в западных пограничных районах, а тот сообщал ему о своей работе по подрыву обороноспособности на Дальнем Востоке. Сам Тухачевский показал, что Гамарник был одним из 10 членов «центра» военного заговора с 1934 года и ведал подрывной деятельностью на Дальнем Востоке. Иероним Уборевич ограничился предположением, что Гамарник мог входить в состав руководства «заговора Тухачевского». Витовт Путна, Борис Фельдман и Август Корк участия Гамарника в заговоре не подтвердили.

## Реабилитация

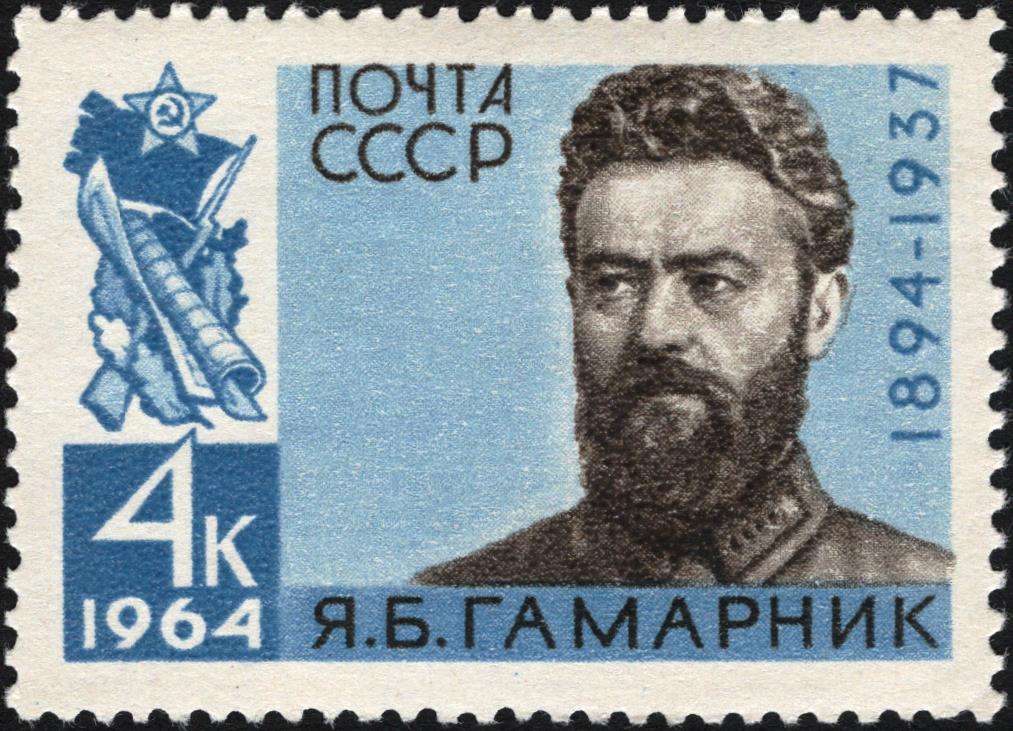
Почтовая марка СССР, 1964 год

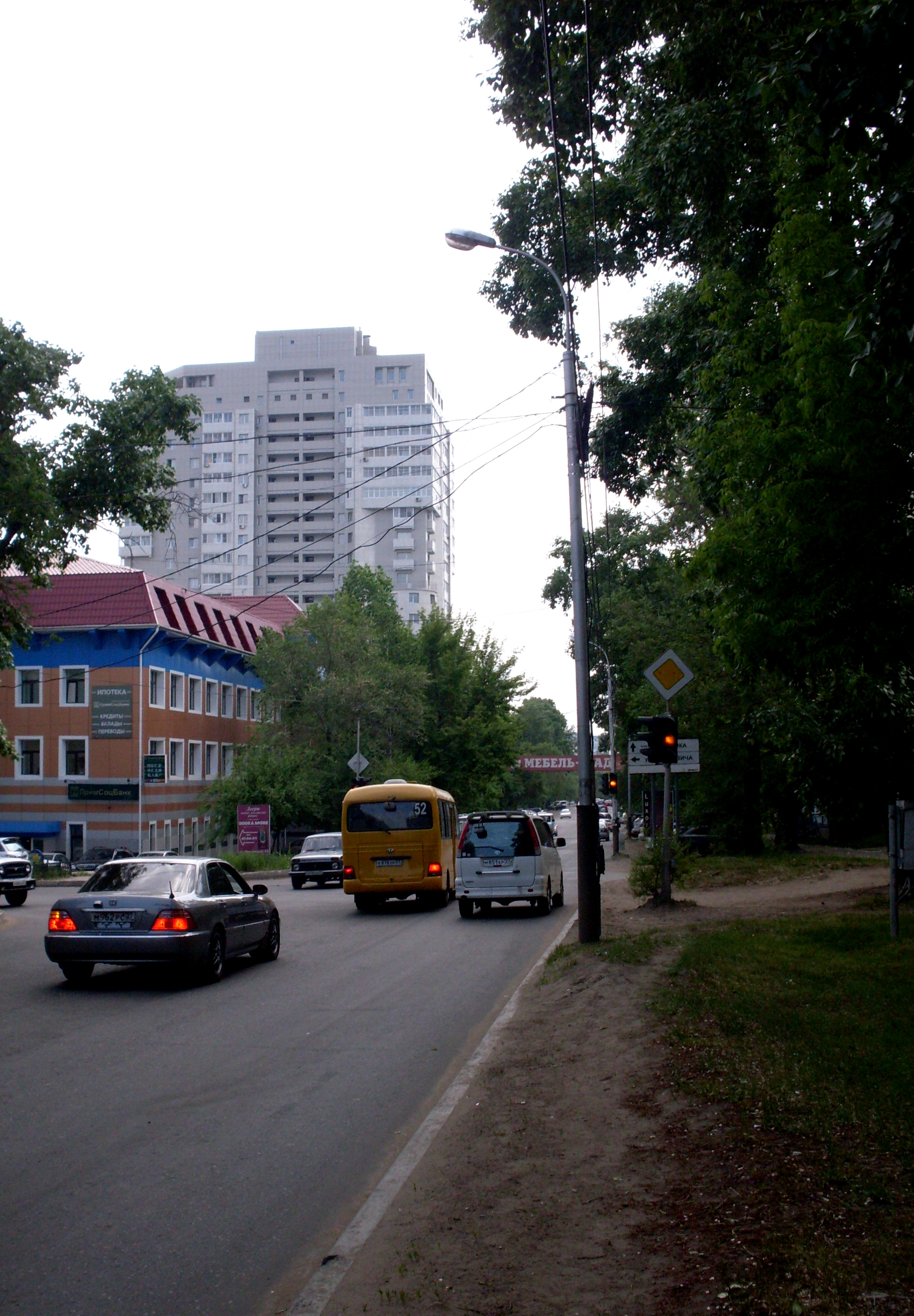
Улица Гамарника в Хабаровске

В 1955 году Гамарник И. М. и две сестры Яна Борисовича — К. Б. Богомолова-Гамарник и Ф. Б. Гамарник — направили в Прокуратуру СССР жалобы, в которых указали на необоснованность обвинений против Я. Б. Гамарника. 6 августа 1955 года Президиум ЦК КПСС по представлению Генерального прокурора СССР Руденко от 22 июля 1955 года особым постановлением признал выдвинутые против Я. Б. Гамарника обвинения в антисоветской деятельности необоснованными. В партийном отношении Гамарник был реабилитирован решением Комитета партийного контроля при ЦК КПСС от 7 октября 1955 года.

## Награды
- Орден Ленина (22.02.1933[15]) — за выдающуюся работу по укреплению обороноспособности СССР.
- Орден Красного Знамени (20.02.1928[16]) — в связи с 10-летием РККА, за заслуги в руководстве и личном участии в боевых операциях в тяжёлые годы гражданской войны.

## Семья
- Жена — Блюма Савельевна Авербух-Гамарник (1892, Коростышев Радомысльского уезда Киевской губернии — 1941, Москва), большевик с 1917 года, работала вместе с мужем в одесском подполье. Затем окончила Институт красной профессуры, работала редактором-консультантом в издательстве, выпускавшем «Историю гражданской войны в СССР». 28 августа 1937 года арестована и Особым совещанием при НКВД СССР приговорена к 8 годам тюремного заключения (а затем ещё к 10 годам). Содержалась в Темниковском ИТЛ НКВД СССР. В августе 1939 г. этапирована в Москву. 13 июля 1941 года осуждена ВКВС СССР к высшей мере по обвинению в «участии в контрреволюционной террористической группе». Расстреляна 27 июля 1941 года (по официальным сведениям, умерла в 1943 году в лагере). Место захоронения и, возможно, расстрела — спецобъект НКВД «Коммунарка». Посмертно реабилитирована 24 сентября 1955 г. ВКВС СССР[17].
  - Дочь — Виктория Яновна Кочнева (1924—2002). После смерти отца отправлена в детдом. После войны подвергалась репрессиям. Инженер, до пенсии работала в Министерстве нефтеперерабатывающей и нефтехимической промышленности СССР. Муж — офицер РККА, в семье родилось трое дочерей.
- Сестра жены — Маня Шейваховна Авербух — была замужем за еврейским поэтом Хаимом Иосифовичем Бяликом.
- Сестра — Фаина Борисовна Гамарник (Фаня Цудиковна Гамарник; 2[14].04.1899, Житомир[18]—1990[19]), была врачом Санитарного управления Кремля. Её вызвали, когда Сталин нашёл тело своей жены Надежды Аллилуевой, покончившей жизнь самоубийством. Позже была репрессирована, провела 24 года в Карлаге, однако ей удалось выжить. Похоронена на Ваганьковском кладбище (колумбарий).
- Сестра — Клара Борисовна Богомолова-Гамарник (1905 — после 1978), член ВКП(б) с 1929 года. В 1920-х годах работала в бюро жалоб Киевской городской КК-РКИ, в 1930-х годах — в МГК КПСС, в прокуратуре Московской области. На пенсии работала на общественных началах в Комитете советских женщин.

В Москве проживал по адресу Большой Ржевский переулок, 11.

## Оценка
Историк Анатолий Шикман так характеризует Гамарника:
Кристально честный, Гамарник искренно не понимал, что являлся одним из создателей совсем не того государства, о котором мечтал. Об этом свидетельствует его бесхитростный рассказ: «Ко мне из Киева в Москву каждый год приезжает отец и просит у меня мои старые кожаные сапоги, а я не даю. Увидят его знакомые рабочие в этих сапогах и скажут: „Сын служит в армии и ворует, где же старику больше взять такие сапоги“».

## Память
- 1 июня 1964 года улица Батарейная в городе Хабаровске была переименована в улицу Гамарника[21]
- В 1964 году была выпущена почтовая марка СССР, посвящённая Гамарнику.
- Во Владивостоке и Комсомольске-на-Амуре есть улица Гамарника.
- В Минске в микрорайоне Зелёный Луг есть улица Гамарника.
- С 1934 по 1937 годы имя Гамарника носил город и железнодорожная станция Сучан (ныне Партизанск) в Приморском крае, станция ДВЖД Партизанск[22].
- В Харькове Подольский переулок до 2015 года назывался улицей Гамарника, Капустянский переулок — переулком Гамарника, а улица Квитки-Основьяненко с 20 сентября 1936 до 22 июня 1937 года также называлась переулком Гамарника.
- В Житомире улица Николая Сциборского носила имя Гамарника, а также есть дом, где родился Я. Гамарник.
- В Киевском районе Донецка есть улица Гамарника.
- В Кривом Роге Сечевая улица называлась улицей Гамарника.
- В Одессе Семинарская улица называлась в его честь в советское время.
- В Севастополе и Алма-Ате есть улица Яна Гамарника.
- Именем Яна Гамарника названо нефтеналивное судно-бункеровщик проекта 866, построенное на Невском ССЗ (Петрокрепость) в 1964 году. Порт приписки судна до июня 2014 года — Херсон, после — Ростов-на-Дону.